# 帝国財政革新会
帝国財政革新会（ていこくざいせいかくしんかい）は、明治中期に設立された政治団体。
1894年に須藤時一郎・田口卯吉・尾崎三良らが、税制を整理して減税を行い、地方や国民負担の軽減を唱えて結成した。主に東京府会議員や財界人の支援を受け、3月23日に内務省から設立許可を受けた。設立経緯により東京府を中心とした都市部で活動し、地租軽減は訴えても営業税などの商工業者への課税の軽減には積極的とは言えなかった民党に代わる受け皿としての期待から、同年の第4回衆議院議員総選挙では須藤・田口ら4名が当選した。
人権擁護と税制・財政改革を唱える一方で、日清戦争では積極的に政府支持に回る。だが、下関条約と三国干渉に対する反発から民党との連携路線に転じ、1896年の進歩党結成に合流するために解散した。